# エフエム宇治放送
エフエム宇治放送株式会社（エフエムうじほうそう）は、京都府宇治市、城陽市、久世郡久御山町の各一部地域を放送区域として超短波放送（FM放送）をする特定地上基幹放送事業者である。
FMうじ（エフエムうじ）の愛称でコミュニティ放送をしている。
代表取締役社長は山仲修矢（宇治商工会議所会頭）。

## 概要
1995年（平成7年）、京都府で2番目のコミュニティ放送局として開局。
宇治市、城陽市、久御山町からはそれぞれ市町政情報番組が放送される。
聴取者とエリアは、宇治市が約19万人、城陽市が約8万人、 久御山町が約1万8千人、その他の地域の約71万2千人をあわせ約100万人としている
。
JCBAインターネットサイマルラジオでの配信が行われている。
受信報告書発送者には、ベリカードが郵送される。

## 内容
- 地域の人々をターゲットとした番組構成
- バースデールーレットという抽選が以心伝心888内で行われており、FMうじの窓口で登録した時にもらえるカードをもっているメンバーに対し、土日を除いた各曜日に該当番組で一回ずつ抽選が行われている。

生年月日、曜日が合致すれば一万円が当たるという抽選である。

### 主な番組
| - 以心伝心888（月 - 金 9:30 - 12:00） - 声の市政だより - 宇治市探検 - Rits Go Uji - zoomup!（月 - 金 16:50 - 17:50） - 佐々木清次の負けてたまるか! - ぶんきょうちょこっとビュー - DUFFとVOGのラジオ学園 | - 声のエコネット城南 - クリスピータイム（土曜、日曜のみ。いわゆるアメリカンスタイルでの放送はこの番組のみ） - 耳よりガイド - 働きたい女達のネットワーク「その時dokii晴れ!」 - 希少難病支援事務局SORD「空と向日葵」 |